# 다니엘레 마살라
다니엘레 마살라(이탈리아어: Daniele Masala, 1955년 12월 12일~)는 이탈리아의 근대5종 선수이다. 1984년 하계 올림픽에서 개인전과 단체전에서 금메달을 획득했고 1988년 하계 올림픽에서 단체전 은메달을 획득했다.

## 생애
로마에서 태어난 마살라는 근대5종을 하기 전에 수영 선수로 활동했다. 1969년에는 나폴리에서 열린 이탈리아 수영 선수권 대회에서 400m 계영 은메달을 획득하기도 했다. 이후 1973년에 근대5종으로 전향했으며, 1975년 이탈리아 국가경찰 스포츠팀인 GS 피암메 오로 근대5종부에 입단했다. 
1976년에 이탈리아 국가대표 선수로 발탁되었고 그 해 몬트리올에서 열린 1976년 하계 올림픽에 출전했다. 그는 개인전에서 폴란드의 야누시 피치아크페치아크, 소련의 파벨 레드뇨프, 체코슬로바키아의 얀 바르투의 뒤를 이어 4위에 올랐다. 8년 후인 1984년 로스앤젤레스에서 열린 1984년 하계 올림픽에서 개인전과 단체전에서 금메달을 획득하며 2관왕에 올랐다. 1988년에는 서울에서 열린 1988년 하계 올림픽에 참가하였고 단체전에서 헝가리팀의 뒤를 이어 은메달을 땄다. 
이후 1989년에 현역에서 은퇴했고 1989년부터 1992년까지 이탈리아 근대5종 대표팀 코치를 맡았다. 1994년부터 스포츠 기자로 일하기 시작했으며, 이탈리아 근대5종 연맹에서 발간하는 잡지의 편집자로 활동했다.